# (500503) 2012 TG285
(500503) 2012 TG285 es un asteroide perteneciente al cinturón de asteroides, descubierto el 21 de agosto de 2006 por el equipo del Spacewatch desde el Observatorio Nacional de Kitt Peak, Arizona, Estados Unidos.

## Designación y nombre
Designado provisionalmente como 2012 TG285.

## Características orbitales
2012 TG285 está situado a una distancia media del Sol de 3,165 ua, pudiendo alejarse hasta 3,634 ua y acercarse hasta 2,697 ua. Su excentricidad es 0,147 y la inclinación orbital 5,127 grados. Emplea 2057,57 días en completar una órbita alrededor del Sol.

## Características físicas
La magnitud absoluta de 2012 TG285 es 16,8. 